# Haag an der Amper
Haag an der Amper es un municipio situado en el distrito de Frisinga, en el estado federado de Baviera (Alemania), con una población a finales de 2016 de unos 2903 habitantes.
Se encuentra ubicado en la zona centro-sur del estado, en la región de Alta Baviera, a poca distancia al sur del río Danubio y al noroeste del río Isar —un afluente del anterior—.